# WorldCat
WorldCat представља јединствени каталог (базу података) који је специфичан по томе што садржи збирке преко 72.000 библиотека у око 170 земаља света које учествују у пројекту OCLC-a (Online Computer Library Center).
OCLC повезује библиотеке у глобалну мрежу ради управљања и дељења светског знања. Циљ је створити заједницу посвећену библиотекарским вредностима, а то су заједничко функционисање, дељење ресурса и универзални приступ. Мрежа повезује чланове на моћни клауд систем који омогућава широку мрежу података и кооперативну платформу неопходне за заједничке иновације и операционалну ефикасност за креирање мета база, позајмљивање међу библиотекама, дигитализацију, откривање и доставу. Такође даје могућност за кооперацију и дељење ресурса изграђену око светске заједнице корисника.
Чланови поседују и управљају OCLC оперативом. Библиотекари усмеравају и обликују дирекцију кроз 16-точлани одбор повереника, од којих су више од половине библиотекари, а друга половина библиотекари чланови глобалног савета који су бирани од стране библиотекара из регионалних савета.

## WorldCat заједница
WorldCat је интернационални, онлајн каталог који помаже OCLC члановима дељење ресурса, редуковање трошкова и повећање видљивости заједнице којој припадају на WEB-у. WorldCat је направљен и воде га изузетно посвећене заједнце библиотекара и OCLC особља који сарађују на побољшању целовитости и приступу “колективне повезаност” светских библиотека.
Како би побољшали квалитет података и сервиса, OCLC чланови деле библиотечке метаподакте што се показало као најбоља пракса, као и истраживања, апликације и информације од библиотека широм свет. Одржавање и унапређивање WorldCat-а је главна обавеза OCLC чланова на којој раде свакодневно.
Свака институција која доприноси WorldCat-у сматра се чланом OCLC-а. Такође, библиотеке које су део WorldCat-а се сматрају члановима ове растуће заједнице.

## WorldCat база података
WorldCat база података расте континуирано и укључује библиотеке, издаваче и садржај из OCLC-а из целог света, укључујући е-књиге, е-часописе и садржај отвореног типа.
Од априла 2014. године, WorldCat база података омогућава приступ 11.573 колекцији података од 5.720 провајдера. WorldCat настоји да обезбеди прецизна ажурирања да би обезбедили бољу услугу својим корисницима као и побољшање квалитета базе.

### Основе дељења података
Колективну колекцију светских библиотека изграђену кроз заједничко деловање библиотекара, а проширена и побољшана кроз индивидуалне, регионалне и националне програме. WorldCat чине електронски дигитални подаци који су најчешће тражени од стране корисника као и они важни и јединствени који се могу наћи само у локалним библиотекама. WorldCat повезује кориснике библиотека са хиљаде милиона електронских извора као што су е-књиге, лиценциране базе података и колекције дигиталних података.

## Одбор повереника
OCLC је основан 1967. као библиотекарска кооператива Охаја. Данас, пружа услуге библиотекама које су чланице OCLC-а. Одбор повереника ради у интересу тих чланица.
Одбор усклађује задатке са циљем: да се људи повежу са информацијама кроз библиотекарске информације. Да би осигурали јединство у остваривању заједничких циљева, одбор подстиче дебате и кооперације.
Повереници пажљиво слушају чланове различитих библиотека из различитих земаља, како би боље разумели проблеме с којима се сусрећу библиотеке у данашње време.
Одбор повереника се састаје пет пута годишње. Састанку одбора претходи састанак комитета. Повереници се укључују у решавање проблема са којима се библиотеке сусрећу као и оне везане за OCLC стратегије ажурирања података.

## Националне библиотеке
Националне библиотеке играју кључну улогу у глобалној OCLC организацији. Први интернационални уговор је потписан 1978. године са Националном библиотеком Холандије док је 1985. године Британска национална библиотека била прва ван Сједињених Држава која је могла да допринесе уносећи податке на WorldCat .
Данас, 45 националних библиотека унапређују своје већ богате колекције додајући дигиталне слике, фајлове и библиографије и још много тога. Оно што је још важније, они деле податке о својим земљама, културним наслеђем и достигнућима и све то преко WorldCat -а.

## Историја
Први библиографски запис је додат у библиотеку давне 1971. године од стране особља Алден библиотеке при Универзитету Охајо, САД.
- 1974. године започиње CONSER (Cooperative ONline SERials) програм, креирање велике базе података званичних докумената и књига.
- 1979. године OCLC има преко 5 милиона библиотекарских записа; у OCLC пројекту уцествују библиотеке из свих 50 земаља САД
- 1983. године почиње The Engance програм који омогућава библиотекама да додају информације и да их исправљају у OCLC
- 1989. OCLC садржи преко 20 милиона библиотечких записа
- 1996. OCLC мења име у WorldCat
- 2005. OCLC се додаје милијардити запис
- 2006. WorldCat.org омогућава онлајн претраживање информација из библиотека
- 2008. WorldCat.org нараста до 100 милиона записа, и по први пут, записи ван енглеског говорног подручја чине већину
- 2010. WorldCat нараста до 200 милиона записа
- 2011. WorldCat постаје седиште OCLC WorldShare Platform
- 2012. OCLC објављује повезаност података како би повећала иновације и видљивост библиотека на WЕB-у
- 4.5.2014. Библиотека Универзитета Алберта је креирала 2.000.000.000-ти запис у WorldCat-у

## Унапређивање
Програм за унапређење основан 1983. године омогућава одређеним библиотекама да мењају и додају информације библиографским подацима на WorldCat -у. Програм сада укључује више од 180 институција. Захтеви за партиципирање, смернице и тренинзи доступни су на WorldCat документацији.

## Каталогизација у публикацијама (ЦИП)
ЦИП подаци су библиографске информације које се пружају издавачима пре објављивања ради укључивања тог податка у саму књигу. Учитавањем података у WorldCat, ти подаци могу бити ажурирани после публикације. OCLC-ов програм за надоградњу омогућава да ови подаци буду комплетни.

### Детекција дупликата
Детекција дупликата је аутоматски процес који упоређује WorldCat -ове податке саме са собом у циљу проналажења дупликата. Процес након тога спаја дупликате у један податак.

## WorldCat – статистика и чињенице
- 72.000 – број библиотека које представља у свету[5]
- 2.119.178.669 – број записа
- 10 секунду – време на које се додаје нови запис
- Садржи преко 485 језика и дијалеката
- Садржи 321.042.233 библиотечких записа
- 170 земаља и територија има своје место у породици WorldCat -а

## Контрола квалитета
OCLC има озбиљан приступ управљању WorldCat-ом. Више од 16.737 библиотека на свету зависи од квалитета њених записа. OCLC обезбеђује квалитет подстицавањем и усвајањем међународних стандарда, спровођењем својих програма i учествовањем у другим квалитетним програмима.

### OCLC програм квалитета
Ове мере омогућавају WorldCat-у прецизну евиденцију тако што елиминише дупле записе и исправљање грешака ручно или аутоматски.
WorldCat захтеви за измену
Све библиотеке које су чланице помажу да се унапреди квалитет података које постоје на WorldCat -у преко захтева за контролу квалитета података.

### Минимална ниво надоградње и обогаћивање базе података
Све библиотеке чланице имају могућност да учествују у обезбеђивању квалитета података на WorldCat -у. Као могућности за минимални ниво надоградње омогућавају овим библиотекама да додају или мењају све променљива поља података непотпуног статуса и њихово унапређивање на податке потпуног статуса или скоро потпуног статуса.